# Pop 100
Pop 100 foi uma parada de canções criada em Fevereiro de 2005 e publicada semanalmente pela revista Billboard nos EUA. Ela posicionava as canções baseando-se nos pedidos nas rádios, vendas de singles e downloads digitais.

## História
A parada foi criada como resposta à crítica em relação ao Billboard Hot 100, a parada de singles mais popular da Billboard. Muitos diziam que o Hot 100 posicionava as canções sem separar os ritmos, fazendo com que canções pop, rock ou country dificilmente chegassem se quer ao top 10. De fato, todas as canções que ocuparam a posição #1 em 2004 eram canções de artistas de hip-hop ou R&B, que tradicionalmente fazem muito sucesso nos EUA. Para ilustrar o outro extremo, quando o Pop 100 foi publicado pela primeira vez, apenas um artista country conseguiu chegar a posição #1 do Hot 100 nos últimos 20 anos, Lonestar em 2000 com "Amazed". Carrie Underwood chegaria a posição #1 depois em 2005 com "Inside Your Heaven", tornando-se a segunda artista.
Quando o Pop 100 foi publicado pela primeira vez, o Hot 100 teve algumas mudanças em seu formato. Downloads digitais foram incorporados na equação que calcula a posição da canção na parada. Antes disso, apenas os pedidos nas rádios e venda de singles eram usados para determinar as posições das canções.
Uma parada Pop 100 Airplay (Airplay significa audiência) foi criada ao lado do recém-criado Pop 100. Ela classifica as canções de acordo com a quantidade de vezes que tocam nas rádios.